# ХПС Хелзинки
Хелсингин Палосеура (на фински Helsingin Palloseura, кратка форма ХПС) е финландски футболен отбор от Хелзинки, столицата на страната. Отборът е създаден на 29 ноември 1917 г. и освен футбол развива още спортове, а именно хокей на лед, баскетбол и хандбал.

## История
Футболният тим на ХПС е втори в класацията за най-много шампионски титли на Финландия- 9, колкото има и тима на Хака. Последната титла обаче датира от 1957 г., а за последен път отборът се състезава в елита през 1964 г., когато изпада и оттогава не е стигал отново до най-висшата дивизия на финландския футбол- Вейкауслига. Тимът се състезава в четвърта финландска дивизия- Колмонен. В турнира за Купата на Финландия ХПС има един трофей- през 1962 г., когато печели на финала срещу РоПС Рованиеми с 5-0- и участва във финала на първото издание на турнира- през 1955 г., когато губи финала срещу Хака с 1-4 след продължения.
ХПС има едно участие в турнира за Купата на европейските шампиони- през сезон 1958- 59, когато се изправя срещу френския Стад дьо Реймс и отпада след две загуби- 4-0, като гост и 0-3, като домакин. През сезон 1963- 64 отборът участва и в турнира за Купата на носителите на купи, но отпада още в първия кръг от Слован Братислава с резултати 1-4 и 1-8.

## Постижения
- Шампион на Финландия (9)- 1921, 1922, 1926, 1927, 1929, 1932, 1934, 1935, 1957
- Носител на Купата на Финландия (1)- 1962